# Флавий Сиагрий
Флавий Сиагрий (лат. Flavius Syagrius) — римский политический деятель конца IV века.
Происходил из галльского рода Сиагриев. Около 369 года он занимал должность нотария. Сиагрий принял участие в походе дукса Аратора за Рейн для строительства укреплений. Однако алеманны застали римлян врасплох и перебили их отряд. Сиагрий единственный остался в живых. Он принес весть о разгроме Аратора императору Валентиниану I, который в гневе лишил его должности. После этого Сиагрий стал вести частную жизнь. В 379 году он был назначен магистром оффиций. В 380—382 годах Сиагрий занимал должность префекта претория Италии. В 381 году он был ординарным консулом вместе с Флавием Евхерием. Возможно, состоял в переписке с Квинтом Аврелием Симмахом.